# Karin Schmidt (Politikerin, 1955)
Karin Schmidt (* 8. November 1955 in Hoyerswerda) ist eine deutsche Politikerin (PDS, Die Linke).
Schmidt besuchte die Polytechnische Oberschule in Bautzen und Kamenz und legte 1974 ihr Abitur ab. Sie studierte für das Amt des Diplomlehrers an der Martin-Luther-Universität in Halle (Saale). Von 1978 an war sie als Diplomlehrerin an verschiedenen Schulstandorten tätig, ab 1984 in Laage, wo sie 1993 Gymnasiallehrerin wurde.
Schmidt wurde 1998 stellvertretende Landesvorsitzende der PDS Mecklenburg-Vorpommern und Mitglied im Kreisverband Landkreis Rostock. Sie ist Mitglied des Kreistags Güstrow/Rostock und war von 1994 bis 2004 dessen Präsidentin. 2001 rückte Schmidt in den Landtag von Mecklenburg-Vorpommern nach, dem sie bis 2006 angehörte. Bei den Landtagswahlen 2006, 2011 und 2016 trat sie erfolglos für das Direktmandat im Wahlkreis Güstrow I an.
Schmidt ist konfessionslos, geschieden und Mutter dreier Kinder.